# Aldona Mickiewicz
Aldona Mickiewicz (ur. 12 sierpnia 1959 w Oświęcimiu) – polska malarka.

## Życiorys
W latach 1979–1984 studiowała malarstwo w Akademii Sztuk Pięknych im. Jana Matejki w Krakowie (dyplom uzyskała w pracowniach Stanisława Rodzińskiego i Zbyluta Grzywacza, w latach 1980–1984 uczęszczała na wykłady z filozofii na Papieskiej Akademii Teologicznej w Krakowie.
W latach 80. uczestniczyła w ruchu kultury niezależnej, za co w 2016 roku została uhonorowana medalem Dziękujemy za wolność.
"Aldona Mickiewicz od początku swojej artystycznej drogi jest wierna gatunkowi martwej natury, a także – z uporem, konsekwentnie, pędzlem, słowem i piórem – broni potrzeby realizmu, rozumianego nie tylko jako imitatio naturae, ale jako język, który niejako „wskrzesza” rzeczywistość, przywraca ład i porządek świata."
"Sztuka Aldony Mickiewicz pozostaje specyficzną manifestacją kobiecej wrażliwości, której przejawem jest zmaterializowana w pieszczonych z rzadką czułością drobiazgach pamięć tego, co najbardziej ulotne: intymnych, czasami głęboko skrywanych, emocji, m.in. związanych z relacjami między kobietą i mężczyzną (Wybebeszona, 1987; Obnażona, 1990; Otchłań, także 1990)"
Aldona Mickiewicz swoje obrazy prezentowała na ok. 200 wystawach indywidualnych i zbiorowych w Polsce, Niemczech, Szwajcarii, Japonii i Włoszech, z których ważniejsze to: Cóż po artyście w czasie marnym? w Zachęta (Warszawa 1990); Time & Tide (Tokio 1992), Biblia we współczesnym malarstwie polskim, Muzeum Narodowe w Gdańsku (1994); I barbari nel giardino, Complesso Monumentale di S. Giovanni in Monte (Bolonia 1998); Obrazy śmierci w sztuce polskiej XIX i XX  wieku, Muzeum Narodowe w Krakowie (2000); Pamięć i uczestnictwo, Muzeum Narodowe w Gdańsku (2005), Aldona Mickiewicz, Muzeum Narodowe, Pałac Opatów, Gdańsk-Oliwa (2009); Pokolenie ’80. Niezależna twórczość młodych w latach 1980-89, Muzeum Narodowe w Krakowie (2010), Et in Arcadia Ego, Willa Decjusza, (Kraków 2014); W istocie rzeczy, Muzeum Górnośląskim w Bytomiu (2016)
Jej obrazy znajdują się w kolekcjach krajowych i zagranicznych m.in. w: Muzeum Narodowym w Gdańsku, Muzeum Górnośląskim w Bytomiu, Muzeum Sztuki Współczesnej w Radomiu, Mazowieckim Centrum Sztuki Współczesnej „Elektrownia” w Radomiu, Muzeum Współczesnej Sztuki Religijnej „Dom praczki” w Kielcach, Muzeum Archidiecezji Warszawskiej, Muzeum Diecezjalnym w Opolu, Muzeum Historycznym Miasta Tarnobrzega, Augustinum Stiftung (Monachium) i w galerii portretów Opactwa Cystersów w Abbaye d'Hauterive (Szwajcaria).
Publikowała m.in. w Tygodniku Powszechnym, Znaku i Kontekstach.
Jej mężem jest malarz Tadeusz Boruta, z którym w latach 1992–1993 zrealizowała serię obrazów w dawnym kościele klasztoru ss. benedyktynek w Monte San Savino.

## Nagrody
- 2008: Nagroda im. Kazimierza Ostrowskiego[10][11],
- 2013: I Nagroda konkursu Wydawnictwa Znak na wspomnienia o ks. Józefie Tischnerze[12]